# ستانلي مود
فردريك ستانلي مود (بالإنجليزية: Frederick Stanley Maude)‏ (1864م - 1917م) هو جنرال بريطاني أشتهر بقيادته لحملة بلاد الرافدين.
كان مود قائد القوات البريطانية التي احتلت مدينة بغداد في 11 اذار 1917م. وتوفي بمرض الكوليرا ببغداد في 18 تشرين الثاني 1917 م.

## نشأته وحياته
ولد مود في مقاطعة جبل طارق عام 1864 وهو من أصل بريطاني، وكان أبوه جنرالاً في الجيش، ولقد أكمل دراسته الأولية ثم التحق بكلية ساندهيرست العسكرية، وخدم خدمته العسكرية في مصر وكندا وفرنسا، وحاز على أوسمة وميداليات عدة، واشتهر كضابط ممتاز قبل وخلال الحرب العالمية الأولى، وأصيب في المعركة بجرح بليغ في شهر حزيران 1915، وأرسل إلى لندن للعلاج، وبعدها التحق في أوروبا برتبة جنرال ليقود الفيلق الثالث عشر البريطاني، ثم أرسل من الدردنيل بعد انتهاء المعارك هناك لإنقاذ قوات الجنرال طاوزند المحاصرة في مدينة الكوت وفك الحصار عنها، حيث خسرت بريطانيا الآلاف من جنودها في معركة حصار الكوت، واستطاع فتح الحصار وانقاذ القوات البريطانية وصار قائدا للقوات خلفا للجنرال طاوزند بعد أن رقي إلى رتبة قائد فيلق دجلة في يوم 11 تموز 1916م، وبعد 48 يوماً رقّي مرة أخرى فصار القائد العام للقوات العسكرية في حملة بلاد الرافدين في العراق.
وبعد خوضه المعارك مع الجيش العثماني أنتصر فيها الواحدة تلو الأخرى حتى دخل بغداد صباح يوم 11 آذار 1917، وبعدها سيطر على بقية المدن العراقية فتراجعت أمامه وحدات الجيش العثماني في مناطق ديالى والرمادي وسامراء وتكريت، وكان ذلك سببا في انتهاء حكم الدولة العثمانية في العراق.
ولقد حصل خلاف بين الجنرال مود والمندوب السامي البريطاني في العراق برسي كوكس، بسبب طبيعة الجنرال مود الذي كان يحب التسلط والاستيلاء وإدارة كل الأمور بنفسه سواء كانت عسكرية أم سياسية، ولقد حضر مود حفلة عشاء مساء يوم 14 تشرين الثاني من عام 1917 في مدرسة الاليانس، والتي أقامتها الطائفة اليهودية في بغداد لتقديم الشكر له وتكريمه، وفيها شرب قهوة ممزوجة بالحليب البارد غير المغلي، وتمرض صباح اليوم التالي حيث شعر بتوعك صحته، وتبين انه قد أصيب بداء الكوليرا، وأدى ذلك إلى وفاته بعد أيام.

## تكريمه

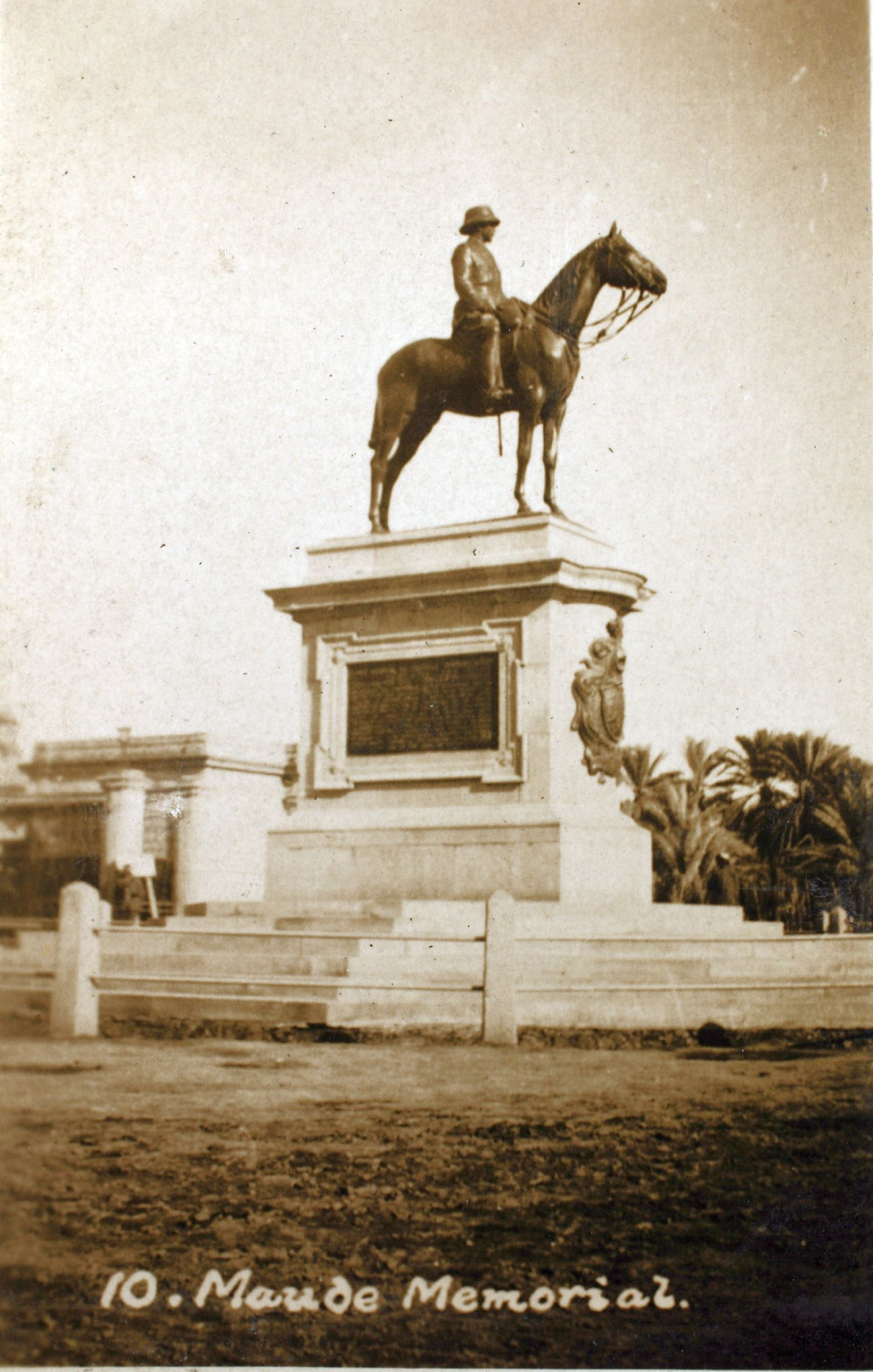
تمثال الجنرال مود الذي بني في بغداد عام 1923 تكريما له، ولقد هدمه المتظاهرين بعد انقلاب 14 تموز 1958

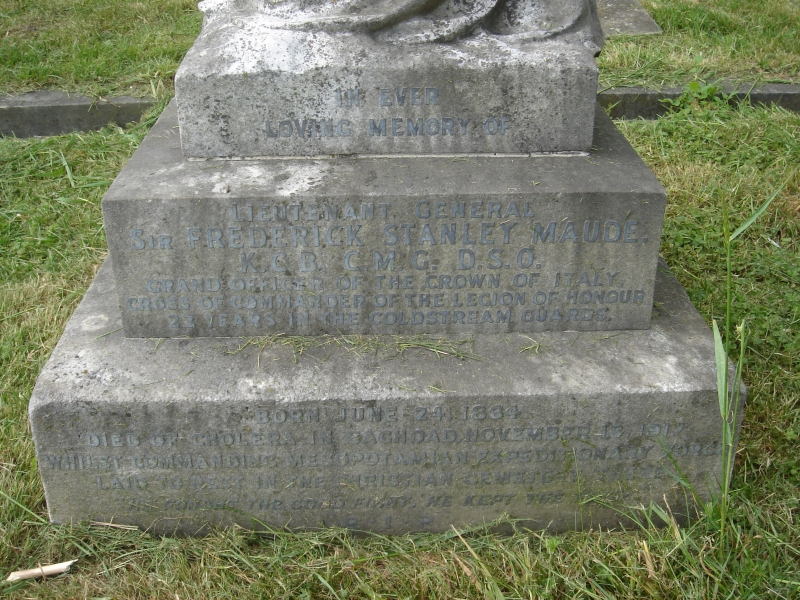
رمز تذكاري للجنرال مود في مقبرة برومبتون في لندن

جمعت السلطات المحلية البريطانية بعد وفاتهِ تبرعات من المتنفذين والتجار في بغداد لأجل بناء تمثال له، ولقد أزيح الستار عن تمثالهِ في عام 1923م في حفل بهيج حضره أعيان بغداد، ويقع التمثال في منطقة الكريمات في جانب الكرخ من مدينة بغداد، مقابل مقر دار المندوب السامي البريطاني وصار فيما بعد مقر السفارة البريطانية ببغداد. وبقي صرح التمثال حتى صبيحة يوم 14 تموز 1958 حيث هدمه المتظاهرون تعبيرا عن نهاية الوجود البريطاني في العراق.
وبعد غزو العراق عام 2003 سمي مقر قيادة الجيش البريطاني في المنطقة الخضراء في بغداد «دار مود» تكريماً له.

## وفاته
توفي الجنرال ستانلي مود في يوم 18 تشرين الثاني من عام 1917، ودفنت رفات ستانلي مود في مقبرة الإنكليز الواقعة قرب البوابة الشمالية ببغداد، كما يوجد نصب تذكاري له في مقبرة برومبتون في لندن.

## من أقواله
قال ستانلي مود بعد أن نجح في هزيمة جيش الدولة العثمانية واحتلال بغداد موجهاً كلامه إلى أهالي بغداد:
«إننا لم ندخل بلادكم أعداء فاتحين بل دخلناها محررين، فلقد خضع مواطنوكم منذ أيام هولاكو لمظالم الغرباء، فتخربت قصوركم وذوت بساتينكم، إن أمنية مليكي وشعبه بل أمنية الدول العظمى متحالفة مع جلالتهِ أن تعودوا كما كنتم فيما مضى».